# کلمنسیا (بولیوار)
کلمنسیا (انگلیسی: Clemencia, Bolívar) نام شهری در کشور کلمبیا است.